# 雲貝爾
37°8′S 72°32′W / 37.133°S 72.533°W

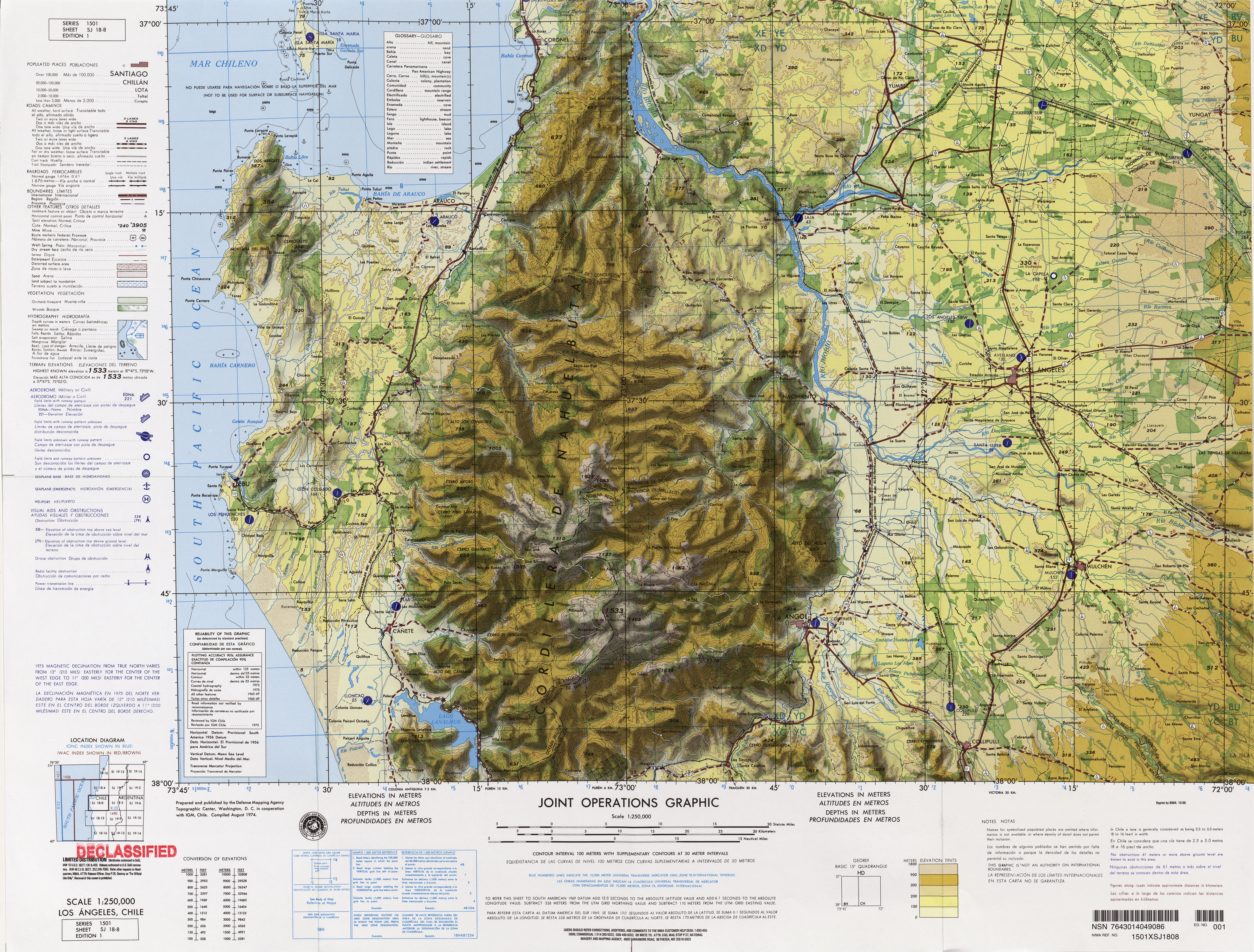

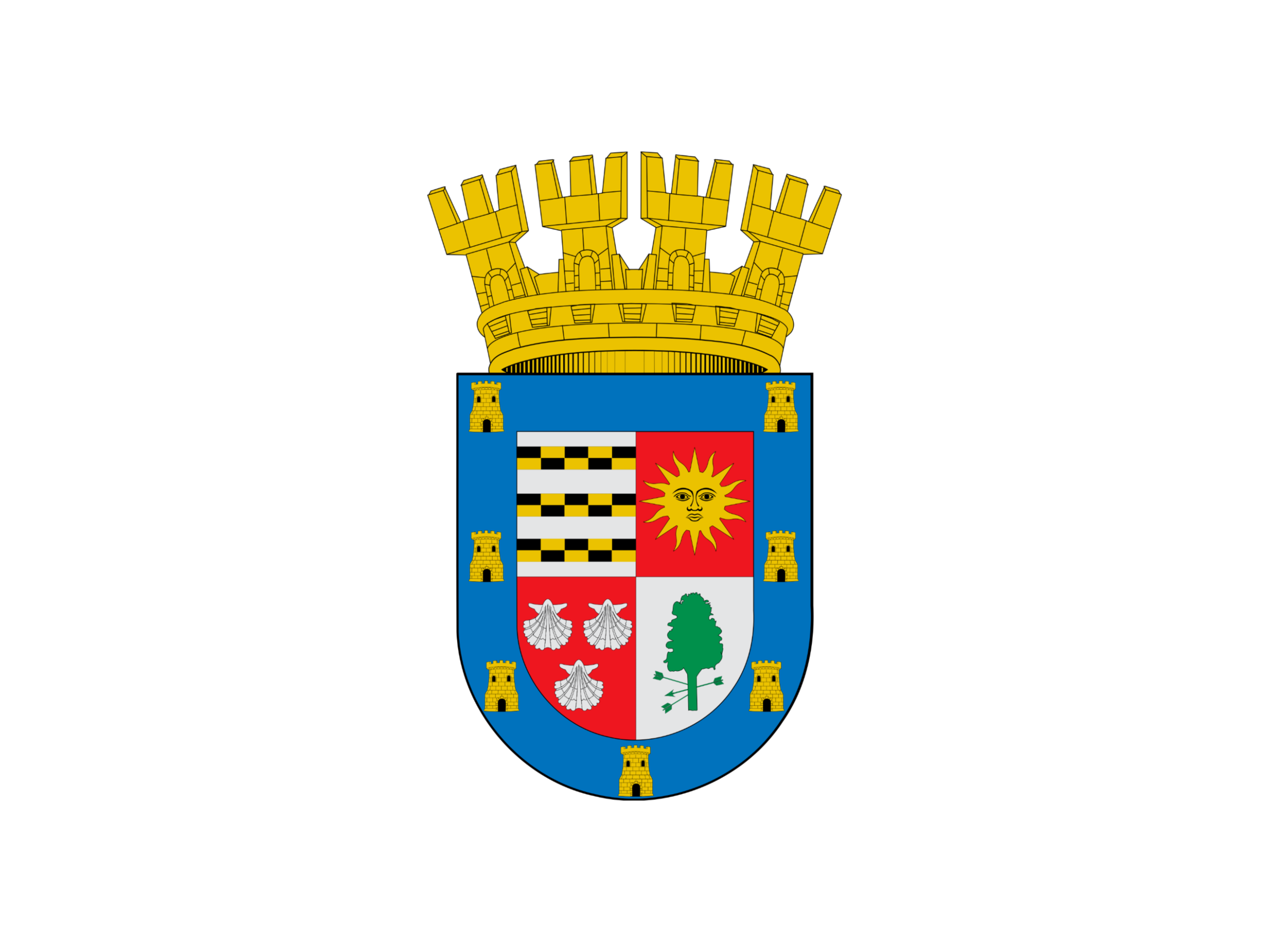
旗幟

雲貝爾，是智利的城鎮，位於該國中部比奧比奧大區的比奧比奧省，始建於1585年，面積727.0平方公里，2012年人口20,034人，人口密度每平方公里28人。